# شهرستان مورای (مینه‌سوتا)
شهرستان مورای، مینه‌سوتا (به انگلیسی: Murray County, Minnesota) شهرستانی در ایالات متحده آمریکا است که در مینه‌سوتا واقع شده‌است.